# Bitwa o Darnę
Bitwa o Darnę – zwycięskie starcie mieszanych sił najemnych, prowadzonych przez niewielki oddział amerykańskich marines z obrońcami fortu i miasta Darna w Trypolitanii podczas I wojny berberyjskiej wiosną 1805 roku. Była to pierwsza bitwa lądowa stoczona przez Siły Zbrojne Stanów Zjednoczonych na obcym, zamorskim terytorium.

## Podłoże
W roku 1804 były amerykański konsul w Tunisie, William Eaton, powrócił w rejon Śródziemnomorza jako przedstawiciel marynarki wojennej w państwach berberyjskich. Eaton uzyskał zgodę władz Stanów Zjednoczonych na wsparcie roszczeń Hameta Karamanliego. Hamet Karamanli był pełnoprawnym następcą tronu Trypolisu, ale został obalony przez swego młodszego brata, Jusufa. Eaton spotkał się z Hametem, który żył na wygnaniu w Egipcie. W czasie spotkania Eaton zaproponował mu pomoc w odzyskaniu tronu. Wygnaniec przystał na plan Eatona.
Komodor Samuel Barron, nowy dowódca US Navy na Morzu Śródziemnym, zapewnił Eatonowi wsparcie w postaci okrętów USS Nautilus, USS Hornet i USS Argus. Miały one, na żądanie sił lądowych, prowadzić bombardowanie pozycji przeciwnika. Nautilusem dowodził Oliver Hazard Perry, Hornetem Samuel Evans, a Argusem Isaac Hull.
Eaton otrzymał też niewielki oddział marines, którymi dowodził porucznik Presley O’Bannon. Eaton i Hull założyli bazę operacyjną w Aleksandrii. Tam, z pomocą Hameta Karamanliego, zwerbowali około 100 arabskich, greckich i berberyjskich najemników. Eaton mianował sam siebie generałem i naczelnym dowódcą tej mini-armii
"Generał” Eaton poprowadził swą armię długim na blisko 800 km szlakiem przez Pustynię Libijską. Celem marszu było portowe miasto Darna, stolica Cyrenajki. Po dotarciu tam Eaton miał otrzymać zaopatrzenie i pieniądze dla znacznie większych – niż zwerbował dotąd – sił najemnych. Podczas 50-dniowego marszu Eaton musiał nieustannie łagodzić napięcia między chrześcijańskimi i muzułmańskimi najemnikami. Kilkakrotnie omal nie doszło do otwartej walki między nimi, co mogło zaważyć na losie całej ekspedycji. Jednak pod koniec kwietnia armia dotarła do położonej o około 60 km od Darny wioski rybackiej Bomba, gdzie czekały już Argus, Nautilus i Hornet i gdzie Eaton otrzymał wreszcie pieniądze na opłacenie najemników oraz prowiant i amunicję.

## Przebieg starcia
27 kwietnia, w dwa dni po opuszczeniu Bomby, Armia Eatona stanęła pod Darną. Okręty Hulla przez godzinę bombardowały forty strzegące portu, podczas gdy Eaton podzielił swą armię na dwa zespoły uderzeniowe. Hamet miał poprowadzić swoich muzułmanów na południowy zachód, zablokować drogę do Trypolisu, a następnie zaatakować lewą flankę nieprzyjaciela uderzając wprost na pałac gubernatora. Eaton natomiast, na czele reszty najemników i marines, miał zaatakować przyportowe forty. O godzinie 14.45 por. O’Bannon jego siedmiu marines ruszyli do szturmu. Załoga fortów została (po bombardowaniu) wzmocniona kosztem pozostałych obwarowań miasta i atakujący utknęli pod zmasowanym ogniem obrońców. To pozwoliło natomiast grupie uderzeniowej Hameta przeciąć drogę do Trypolisu i wedrzeć się bez oporu w głąb zachodniej dzielnicy miasta.
By przełamać impas na swoim odcinku, Eaton chwycił karabin i z okrzykiem „Charge!” poprowadził swych ludzi do ataku na mury, ale w chwilę później został poważnie raniony kulą muszkietu w nadgarstek. Atak się powiódł. Obrońcy uciekali w takim popłochu, że zostawili naładowane, gotowe do odpalenia działa. O’Bannon wciągnął na maszt flagę amerykańską, a Eaton obrócił lufy zdobytych dział na miasto i otworzył ogień. Tymczasem grupa Hameta zajęła pałac gubernatorski i spacyfikowała zachodnią część miasta. Uciekający obrońcy fortów dostali się pod jej lufy i musieli kapitulować. Do godziny 16.00 całe miasto było w ręku Eatona. Po raz pierwszy w dziejach amerykański sztandar powiewał nad umocnieniami nieznajdujący się po drugiej stronie Atlantyku.
Jusuf spodziewał się ataku na Darnę i wysłał do miasta posiłki. Przybyły one w chwili, gdy Darna padła. Mimo to ich dowódca zaczął przygotowania do odbicia miasta. Z drugiej strony Eaton przystąpił do fortyfikowania swych pozycji, a siły Hameta, który rozlokował się w pałacu gubernatora, patrolowały przedpole. 13 maja wojska Jusufa uderzyły na miasto spychając muzułmańskich najemników i podeszły pod sam pałac. W tym momencie Argus i baterie Eatona otworzyły ogień, zmuszając napastników do ucieczki. W ciągu najbliższych tygodni dochodziło do mniejszych potyczek i starć, ale miasto pozostało w ręku Amerykanów. Eaton planował teraz marsz przez pustynię w celu uderzenia na Trypolis, ale otrzymał wiadomość, że Tobias Lear i Jusuf Karamanli podpisali preliminaria traktatu pokojowego. W tej sytuacji Eaton i Hamet dostali rozkaz powrotu do Egiptu.

## Następstwa
Bitwa o Darnę była pierwszą historycznie bitwą lądową sił zbrojnych USA od zakończenia amerykańskiej wojny rewolucyjnej. Była też decydującym starciem I wojny berberyjskiej, aczkolwiek Eaton uważał, że sukces został zaprzepaszczony przez układ pomiędzy konsulem Learem i bejem. Hamet wrócił do Egiptu, a najemnicy nigdy nie zostali do końca spłaceni. William Eaton był w Stanach Zjednoczonych fetowany jako bohater narodowy, podobnie zresztą jak O’Bannon, który otrzymał 8 grudnia 1805 roku od Hameta mamelucką szablę, a w rodzinnej Wirginii podobną szablę z rękojeścią w kształcie głowy orła. Atak na miasto został uwieczniony w pierwszej zwrotce hymnu marines, która mówi o marszu From the halls of Montezuma to the shores of Tripoli.